# Protaetia absidata
Protaetia absidata är en skalbaggsart som beskrevs av Ma 1993. Protaetia absidata ingår i släktet Protaetia och familjen Cetoniidae. Inga underarter finns listade i Catalogue of Life.